# آنتونیو مسینا
آنتونیو مسینا (انگلیسی: Antonio Mesina؛ زادهٔ ۱۱ ژانویهٔ ۱۹۹۳) بازیکن فوتبال است.